# فاطمة الزهراء معطر
فاطمة الزهراء معطر (1984 -)، ممثلة تونسية ولدت في تونس.

## بداياتها
كانت بدايتها الفعلية بعد المسرح المدرسي في سن السادسة عشر من خلال حكايات عبد العزيز العروي، ثم أدت دور "سوسن" في كمنجة سلامة للمخرج حمادي عرافة، و"ريم" في مسلسل بين الثنايا للمخرج الحبيب المسلماني. 
اشتهرت بشكل خاص بدور "مروى" في أربعة مواسم من مسلسل نجوم الليل للمخرج مديح بالعيد.
في ماي 2010، ظهرت على غلاف مجلة تونيفيزيون، وعلى غلاف المجلة التونسية E-jeune في ديسمبر 2012.

## أعمالها التلفزية
- 2007: كمنجة سلامة للمخرج حمادي عرافة: سوسن عبد المقصود
- 2008: بين الثنايا للمخرج الحبيب المسلماني: ريم
- 2013-2009: نجوم الليل للمخرج مديح بالعيد: مروى

## وصلات خارجية
- فاطمة الزهراء معطر على موقع IMDb (الإنجليزية)
- فاطمة الزهراء معطر على موقع قاعدة بيانات الأفلام العربية